# Distrito de Pira
El distrito de Pira es uno de los doce distritos de la provincia de Huaraz, ubicado en el Departamento de Áncash, en el Perú. Limita por el noroeste con el distrito de Pariacoto; por el noreste con la provincia de Carhuaz y el distrito de Jangas; por el este con el distrito de Independencia y el distrito de Huaraz; por el sur con el distrito de La Libertad.

## Historia
El distrito fue creado el 19 de noviembre de 1917 mediante Ley n. º 2547, en el gobierno del Presidente Augusto Leguía.

### Etimología
Su nombre procede de la voz quechua piraq ( ¿quiénes son?), que habrían pronunciado tal vez, por vez primera, ante la presencia exótica de los españoles, en la época de los iniciales años de la intrusión castellana. Luego llegaba Alonso de Mogrovejo con su cruz y otros señuelos.
- Pira es una de las más de dos mil variedades de papa, que el Perú ha ofrecido al mundo.[2]

## Geografía
Tiene una población estimada mayor a 3.000 habitantes. Su capital es el pueblo de Pira.
Dentro del distrito se ubica la montaña Huamanpinta que se eleva hasta los 4325 m de altitud.

## Autoridades

### Municipales
- 2019 - 2022[3]
  - Alcalde: Héctor Obregón Inti.

### Religiosas
- Obispo de Huaraz: Mons. José Eduardo Velásquez Tarazona (2004 - )

## Festividades
Su fiesta patronal es en memoria y honra del apóstol Andrés, conocido como San Andrés o Tayta Anchi, según una leyenda cuando le construían su iglesia en Tascas, apareció una culebra bicéfala, por lo que lo trasladaron al sector donde queda Pira actual, que fundaron 150 migrantes cargando la imagen del hermano menor del legendario Pedro, el pescador de hombres. Su fiesta se celebra desde el 28 de noviembre hasta el 2 de diciembre. Cohetería y luces de bengala que danzan junto a las estrellas, música que hiende el silencio del azul y despierta alegría entre los alcores; los danzantes wankillas que derraman destreza y encanto, armonía a raudales. Comida, bebida abundantes, como en una pequeña Roma imperial.